# Phomopsis japonica
Phomopsis japonica är en svampart som först beskrevs av Pier Andrea Saccardo, och fick sitt nu gällande namn av Giovanni Battista Traverso 1906. Phomopsis japonica ingår i släktet Phomopsis och familjen Diaporthaceae.   Inga underarter finns listade i Catalogue of Life.